# Jack Gilpin
Jack Gilpin (Boyce, 31 maggio 1951) è un attore statunitense.
È sposato dal 1986 con l'attrice Ann McDonough da cui ha avuto tre figli: Betty, Sam e Harry.

## Filmografia parziale

### Cinema
- Posizioni compromettenti (Compromising Positions), regia di Frank Perry (1985)
- Heartburn - Affari di cuore (Heartburn), regia di Mike Nichols (1986)
- Qualcosa di travolgente (Something Wild), regia di Jonathan Demme (1986)
- La rivincita dei nerds II (Revenge of the Nerds II: Nerds in Paradise), regia di Joe Roth (1987)
- L'allegra fattoria (Funny Farm), regia di George Roy Hill (1988)
- 4 pazzi in libertà (The Dream Team), regia di Howard Zieff (1989)
- She-Devil - Lei, il diavolo (She-Devil), regia di Susan Seidelman (1989)
- Scappiamo col malloppo (Quick Change), regia di Howard Franklin, Bill Murray (1990)
- Il mistero Von Bulow (Reversal of Fortune), regia di Barbet Schroeder (1990)
- Quiz Show, regia di Robert Redford (1994)
- Barcelona, regia di Whit Stillman (1994)
- Il giurato (The Juror), regia di Brian Gibson (1996)
- Mulan, regia di Tony Bancroft, Barry Cook (1998) - voce
- Destini incrociati (Random Hearts), regia di Sydney Pollack (1999)
- La scandalosa vita di Bettie Page (The Notorious Bettie Page), regia di Mary Harron (2005)
- Davanti agli occhi (The Life Before Her Eyes), regia di Vadim Perelman (2007)
- 21, regia di Robert Luketic (2008)
- Adventureland, regia di Greg Mottola (2009)
- Di nuovo in gioco (Trouble with the Curve), regia di Robert Lorenz (2012)

### Televisione
- Law & Order - I due volti della giustizia (Law & Order) – serie TV, 5 episodi (1995-2001)
- Law & Order - Unità vittime speciali (Law & Order: Special Victims Unit) – serie TV, un episodio (2003)
- Law & Order: Criminal Intent – serie TV, episodio 2x13 (2003)
- Billions – serie TV, 12 episodi (2016-2021)
- The Gilded Age – serie TV (2022-in corso)

## Doppiatori italiani
Nelle versioni in italiano delle opere in cui ha recitato, Jack Gilpin è stato doppiato da:
- Sergio Di Stefano in L'allegra fattoria, Destini incrociati
- Lucio Saccone in Barcelona, Il giurato
- Willy Moser in Qualcosa di travolgente
- Sandro Acerbo in She-Devil - Lei, il diavolo
- Claudio De Davide in Lifestories - Famiglie in crisi
- Vittorio Guerrieri in Law & Order - I due volti della giustizia (ep. 5x12)
- Danilo De Girolamo in Law & Order - I due volti della giustizia (ep. 7x23)
- Fabrizio Temperini in Law & Order - I due volti della giustizia (ep. 11x02)
- Oliviero Dinelli in Law & Order - Unità vittime speciali
- Roberto Accornero in Law & Order: Criminal Intent
- Pierluigi Astore in Davanti agli occhi
- Massimo Lodolo in 21
- Ambrogio Colombo in Adventureland
- Sergio Lucchetti in The Night Of - Cos'è successo quella notte?
- Nino Prester in Billions
- Stefano Oppedisano in Succession
- Gianni Giuliano in The Blacklist
- Nicola Braile in The Gilded Age